# نیکولا برونوو
 نیکولا برونوو (انگلیسی: Nicola Bruno؛ زاده ۲۶ ژانویهٔ ۱۹۷۱) یک تنیس‌باز اهل ایتالیا است.